# Thierno Mamadou Barry
Thierno Mamadou Barry (nascut el 21 d'octubre de 2002) és un futbolista professional francès que juga principalment com a davanter al l'Everton FC de la Premier League.

## Carrera

### Carrera inicial
Nascut a Lió, Barry va jugar al SC Toulon abans de traslladar-se al FC Sochaux-Montbéliard el 2021; inicialment va ser destinat a l'equip de reserva del Championnat Nacional 3. Tot i marcar de manera regular, mai va jugar amb el primer equip.
El 6 de juliol de 2022, després d'un període de proves amb èxit, Barry va rebre un contracte per dues temporades a Bèlgica amb Beveren. Va acabar la temporada amb 20 gols en total, ja que es va perdre per poc l'ascens.

### Basilea
El 3 de juliol de 2023, el club de la Superliga suïssa FC Basel va anunciar que Barry havia signat un contracte de quatre anys. Es va unir al primer equip del Basilea per a la temporada 2023-24 amb l'entrenador en cap Timo Schultz. Després de jugar dos partits de prova, Barry va debutar a la lliga amb el club en un partit fora de casa al Kybunpark el 22 de juliol contra St. Gallen. Barry rebria una segona targeta groga i va ser expulsat al minut 69, ja que el Basilea va ser derrotat per 2-1.
Barry va marcar el seu primer gol amb el seu nou club en el seu següent partit cinc dies després, arribant a l'anada de la segona ronda de classificació de la UEFA Europa Conference League el 27 de juliol contra el Tobol del Kazakhstan. No obstant això, Barry rebria una targeta vermella directa més tard en el partit, i va ser acomiadat per segona vegada en les seves dues primeres aparicions competitives amb el club quan el Basilea va patir una derrota per 3-1.

### Vila-real
El 21 d'agost de 2024, Barry va fitxar pel club de la Lliga Vila-real CF amb un contracte de cinc anys. En la seva primera temporada a la Lliga, Barry va marcar 11 gols en 35 partits.

### Everton
El 9 de juliol de 2025, Barry va fitxar per l'Everton FC de la Premier League amb un contracte de quatre anys.

## Internacional
Barry va ser convocat amb la selecció francesa de futbol sub-21 per al Campionat d'Europa sub-21 de la UEFA 2025.

## Vida personal
Nascut a França, Barry és d'ascendència guineana.